# L'assassino abita al 21
L'assassino abita al 21 (L'assassin habite... au 21) è un film del 1942 diretto da Henri-Georges Clouzot. Il film si basa sul romanzo omonimo dell'autore belga Stanislas-André Steeman che ha collaborato alla sceneggiatura.

## Trama
Un misterioso assassino terrorizza Parigi commettendo crimini seriali. Sigilla i suoi crimini con un biglietto da visita firmato Monsieur Durand. Wens è il commissario responsabile dell'indagine. Le sue indagini lo portano velocemente alla pensione Le Mimose, dove si trova il colpevole che è uno degli inquilini, ma alla fine il commissario scoprirà gradualmente che sotto il nome di Durand si celano tre degli inquilini della pensione che si coprono a vicenda fornendo gli alibi appena uno dei tre viene arrestato compiendo un nuovo omicidio con il biglietto da visita.

## Produzione
Il film è stato prodotto dalla Continental-Films casa di produzione francese direttamente controllata dal regime nazista tanto che attori e maestranze ebbero notevoli difficoltà a lavorare una volta finita la guerra. Nel romanzo originale l'azione si svolge a Londra mentre il film è ambientato a Parigi, di conseguenza anche l'assassino da mister Smith diventa monsieur Durand.
I personaggi principali il commissario Wens e la sua amica Mila Malou erano già comparsi nel film L'ultimo dei sei (Le Dernier des six) girato l'anno precedente sceneggiato proprio da Henri-Georges Clouzot.

## Riferimenti in altre opere
- La locandina del film compare in Bastardi senza gloria (Inglourious Basterds) diretto da Quentin Tarantino.